# Plateau United Football Club of Jos
Il Plateau United Football Club of Jos, meglio conosciuto come Plateau United FC, è una società calcistica nigeriana con sede a Jos. Milita nella Nigeria Premier League, la massima divisione del campionato nigeriano di calcio. 

## Storia
La squadra venne fondata nel 1975 sotto il nome di JIB Strikers FC, prima di ottenere l'attuale denominazione nel 1991.
Nel 1993 la squadra arrivò per la prima volta in finale di Coppa di Nigeria, ma fu eliminata dalla BBC Lions. Stessa cosa accadde nel 1998 dove la squadra venne eliminata nella fase finale dal Wikki Tourists. 
Nel 1999 arrivò il primo trofeo per la squadra nigeriana, con la vittoria della Coppa di Nigeria ai danni dell'Heartland, trofeo che consentì al Plateau United di accedere per la prima volta nella sua storia alla Coppa delle Coppe d'Africa.
Nel 2017 vinse per la prima volta il Campionato nigeriano con 4 punti di distacco dalla seconda in classifica, il MFM, vittoria che consentì alla squadra di accedere alla CAF Champions League.
La squadra si posizionò in prima posizione anche nel 2020 dopo 25 giornate, quando la Lega Calcio Nigeriana decise di fermare il campionato a causa della pandemia di coronavirus. Il titolo non fu assegnato ma il Plateau United ottenne comunque l'accesso per la Champions League africana dell'anno successivo.

### Calcioscommesse
Nel luglio del 2013 venne aperta un'inchiesta sul Plateau United Feeders, squadra giovanile del Plateau United, dopo dei risultati sospetti. Nell'ultima giornata di campionato, infatti, la squadra vinse con il risultato di 79-0 ai danni dell'Akurba FC, mentre contemporaneamente il Bubayaro FC perse per 67-0 contro il Police Machine FC: questo risultato infatti avrebbe garantito a quest'ultima squadra la permanenza nel campionato per differenza di reti.
Come provvedimento, la Federcalcio Nigeriana decise di sospendere a tempo indeterminato le quattro squadre.

## Calciatori

### Rosa 2020-2021
Rosa aggiornata al 21 settembre 2020.
| N. |                    | Ruolo | Calciatore              |
| -- | ------------------ | ----- | ----------------------- |
| 1  | Nigeria (bandiera) | P     | John Gaadi              |
| 2  | Nigeria (bandiera) | D     | Chizoba Amaefule        |
| 3  | Nigeria (bandiera) | D     | Daniel Itodo (capitano) |
| 4  | Nigeria (bandiera) | P     | Zulkifilu Rabiu         |
| 5  | Nigeria (bandiera) | D     | Jimmy Ambrose           |
| 6  | Nigeria (bandiera) | D     | Elisha Golbe            |
| 7  | Nigeria (bandiera) | A     | King Osanga             |
| 9  | Nigeria (bandiera) | A     | Tosin Omoyele           |
| 10 | Nigeria (bandiera) | C     | Benjamin Turba          |
| 11 | Nigeria (bandiera) | A     | Amos Gyan               |
| 12 | Nigeria (bandiera) | P     | Anozie Chinedu          |
| 13 | Nigeria (bandiera) | C     | Oche Ochoewechi         |
| 14 | Nigeria (bandiera) | A     | Umar Abba               |

| N. |                    | Ruolo | Calciatore       |
| -- | ------------------ | ----- | ---------------- |
| 16 | Nigeria (bandiera) | D     | Bashir Unman     |
| 19 | Nigeria (bandiera) | D     | Gabriel Wassa    |
| 20 | Nigeria (bandiera) | C     | Andrew Ikefe     |
| 21 | Nigeria (bandiera) | P     | Dele Ajiboye     |
| 24 | Benin (bandiera)   | D     | Junior Salomon   |
| 25 | Nigeria (bandiera) | A     | Ibrahim Mustapha |
| 35 | Nigeria (bandiera) | C     | Uche Onwuansanya |

### Casi controversi
Tra i giocatori che hanno militato in questa squadra della squadra troviamo il caso di James Abade, nato ermafrodita come Iyabo Abade, a cui fu consentito di giocare con la squadra maschile dopo il cambio di sesso.

## Palmarès

### Competizioni nazionali
- Campionato nigeriano: 1

2017
- Nigerian FA Cup: 1

1999

### Altri piazzamenti
- Campionato nigeriano:

Primo posto: 2020
- Nigerian FA Cup:

Finalista: 1993, 1998
- Coppa delle Coppe d'Africa:

Primo turno: 2000
- CAF Champions League:

Primo Turno: 2018